# Парв-е-Наттаж
Парв-е-Наттаж (фр. Parves et Nattages) — муніципалітет у Франції, у регіоні Овернь-Рона-Альпи, департамент Ен. Парв-е-Наттаж утворено 1 січня 2016 року шляхом злиття муніципалітетів Наттаж i Парв. Адміністративним центром муніципалітету є Парв. Населення — 955 осіб (01.01.2021).